# Paso de la Venta
Paso de la Venta är en ort i Mexiko.   Den ligger i kommunen Puente Nacional och delstaten Veracruz, i den sydöstra delen av landet, 270 km öster om huvudstaden Mexico City. Paso de la Venta ligger 164 meter över havet och antalet invånare är 211.
Terrängen runt Paso de la Venta är platt åt nordost, men åt sydväst är den kuperad. Runt Paso de la Venta är det ganska tätbefolkat, med 56 invånare per kvadratkilometer. Närmaste större samhälle är Rinconada, 2,4 km norr om Paso de la Venta. Omgivningarna runt Paso de la Venta är en mosaik av jordbruksmark och naturlig växtlighet.